# Canó de Batalló Tipus 92 de 70 mm

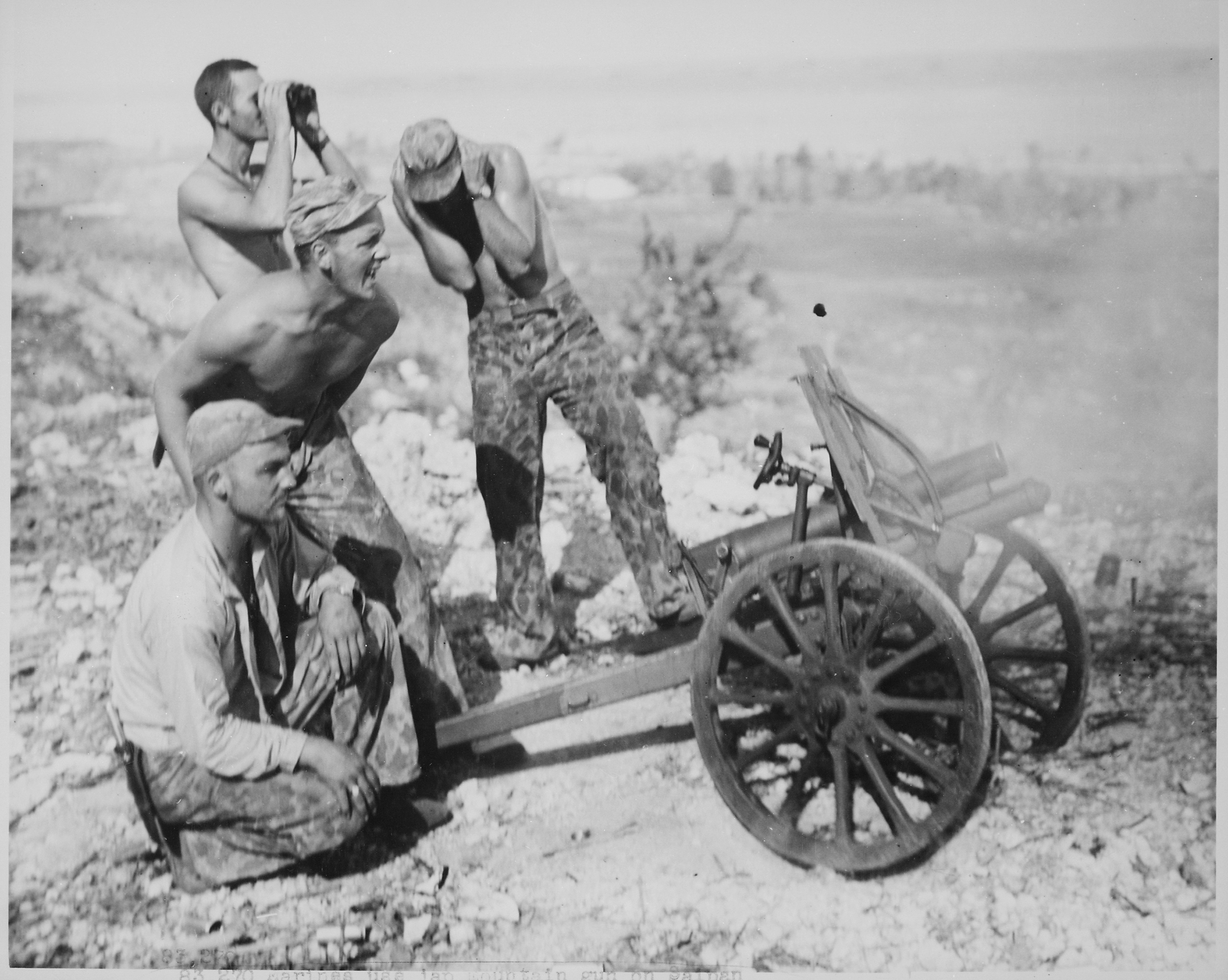
Canó de batalló Tipus 92 capturat i utilitzat pels Marines Americans a Sapian

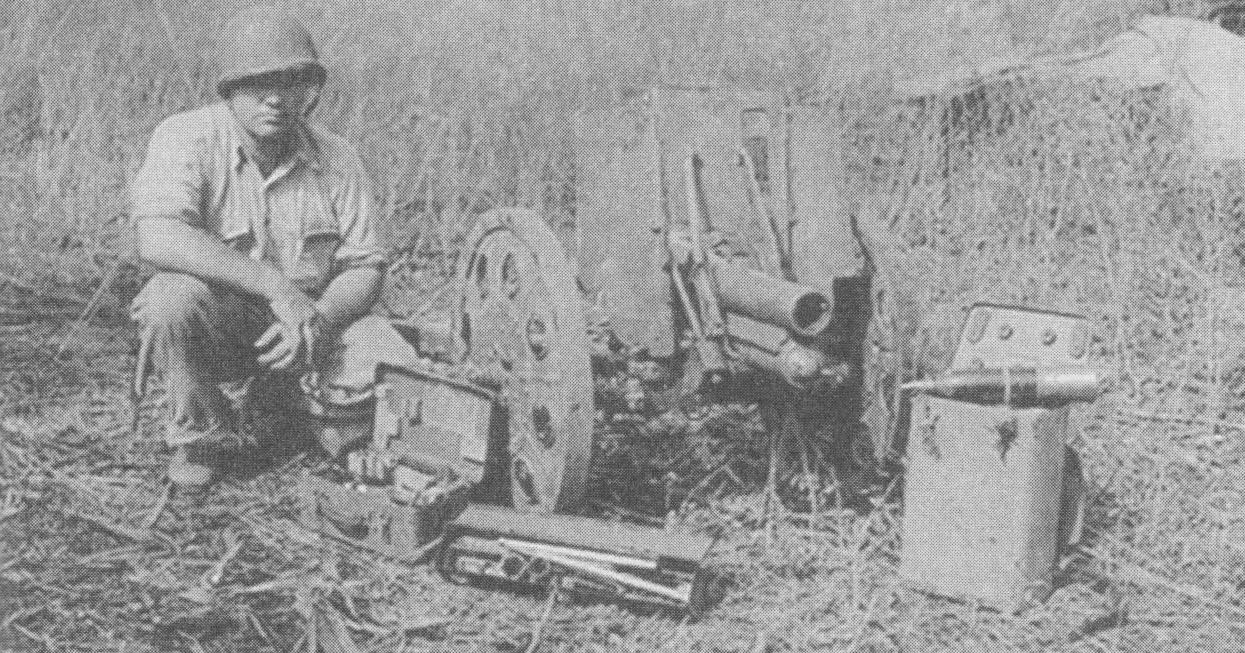
Un canó de batalló Tipus 92 capturada en Guadalcanal

El Canó de Batalló Tipus 92 (del japonès: 九二式歩兵砲, Kyūni-shiki Hoheihō) era un howitzer lleuger utilitzat per l'Exèrcit Imperial Japonès durant la Segona Guerra sinojaponesa i la Segona Guerra Mundial. El nom del Tipus 92 va designat per l'any quan va ser acceptat, l'any 2592, en l'calendari Imperial Japonès, o el 1932 del calendari Georgià. Cada batalló d'infanteria incloïa dos canons Tipus 92, i per això, el Tipus 92 també era anomenat canó de batalló (del japonès: "大隊砲, Daitaihō).

## Història i desenvolupament
El canó de batalló Tipus 92 va ser dissenyat en resposta de les carències del Canó d'Infanteria Tipus 11 de 37 mm i el Morter d'Infanteria Tipus 11 de 70 mm. Els dos canons anteriors no tenia suficienta potència o distància operativa, i les divisions d'infanteria no havien de portar dos tipus diferents d'armes i de municions en combat. Com a resultat, el comite general de dissenyadors van dissenyar un nou tipus de canó que podien ser utilitzats per a foc directe per a deixar fora de combat posicions fortificades, nius de metralladora i tancs o vehicles amb un blindatge lleuger, però també podia ser utilitzat amb un angle fran per a donar foc indirecte i de suport a les tropes. El calibre del nou canó era de 70 mm, per a poder suplir les necessitats d'un canó més potent. El nou disseny del canó va estar disponible a les tropes del front el 1932.

## Disseny
D'alguna manera inusual, el canó Tipus 92 disposava d'un canó curt, amb una carreta de dies rodes per a portar-lo. El canó podia ser configurat per a disparar d'una manera gairebé oritzontal fins a una de gairebé vertical amb una maneta per ajusta la inclinació. Tenia un tipus de rosca interrompuda, per al mecanisme de bloqueig del sistema de foc. Era un canó lleuher, suficientment lleuger com per a ser tirat per un caball, encara que en la pràctica eren tirats per tres caballs. Les rodes eren originalmenr de fusta, però van ser canviades per unes de ferro després que les tropes es queixessin de que les rodes de fusta eren molt sorolloses, i podíem ser localitzats pels enemics, i que eren un perill.
El canó de batalló Tipus 92 podia disparar munició d'alt explosiu de 3,795 kg, munició perforant, i projectils de fum. El combustible estava semi fixe, i podia ser ajustat en quatre fases per a incrementar o disminuir la distància operativa del canó.

## Historial de combat
El canó de batalló Tipus 92 va ssr utilitzat per primera vegada en l'Incident de Mukden, i va ser utilitzat durant la resta de la Invasió japonesa de Manxúria, la batalla de Khalkhin Gol i la resta de la Segona Guerra sinojaponesa. Més tard va ser assignada a algunes unitats japoneses del Pacífic per a ser utilitzades contra les forces Aliades en el Sud Est Asiàtic.
Quantitats significants del Tipus 92 van quedar-se en Xina al final de la guerra el 1945, i van romandre en servei en l'Exèrcit Popular d'Alliberament, el qual també produïa munició per al Tipus 92, i van seguir utilitzant-lo amb el mateix nom. El departament d'intel·ligència de l'exèrcit va produir el panflet 381-12, que era Guia de Reconeixement de Munició utilitzada pel Viet Cong':, datat de maig de 1966, incloïa el canó xinès Tipus 92 de 70 mm i la seva munició.

## Exemples supervivents
Uma arma està exposada en un petit parc en el Carrer Principal (o Carrer Gran) de Lakeport, California. El número de marcatje de l'arma és el 399, i té les planxes de metall de les rodes sense perforar.

## Galeria

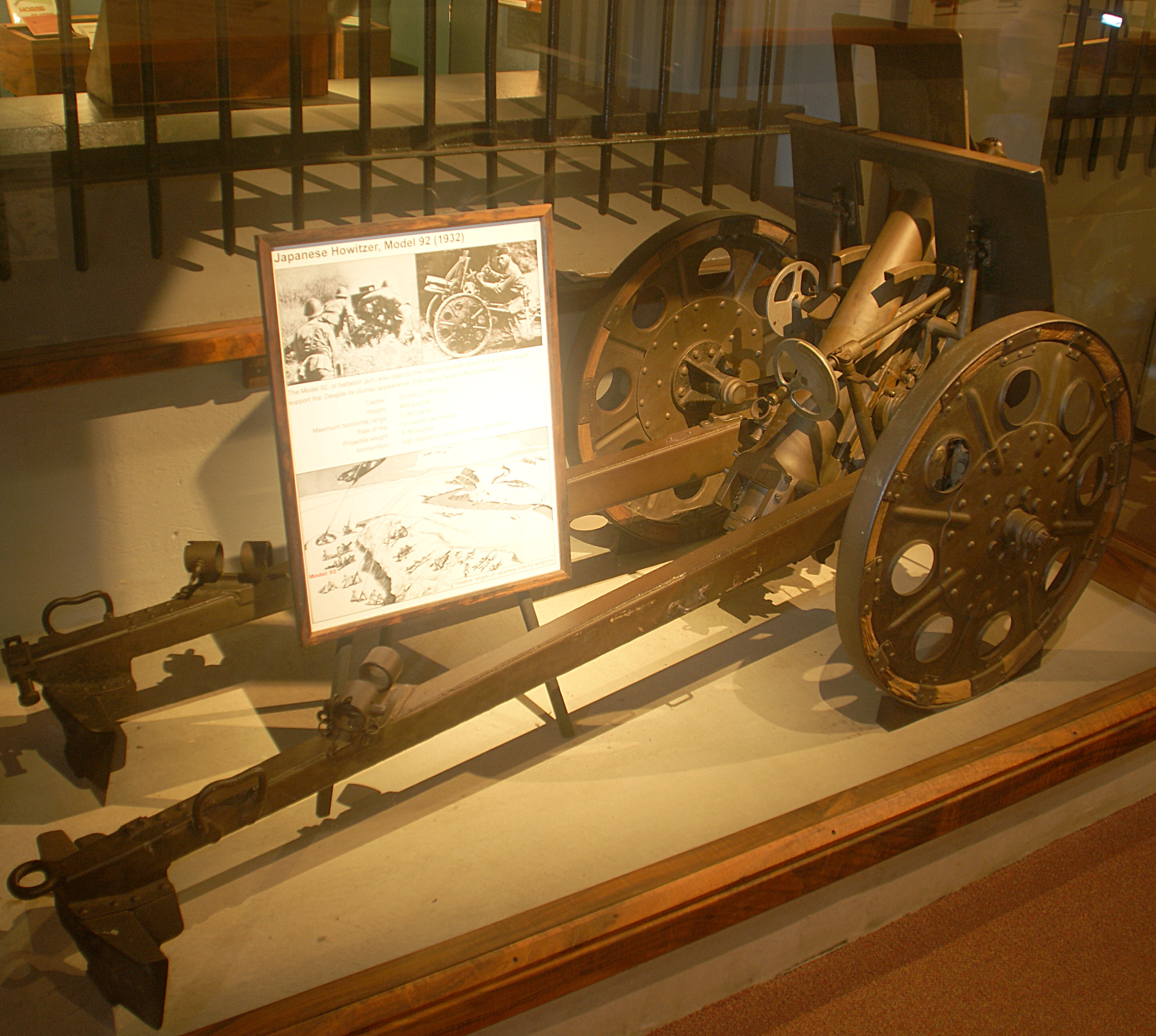
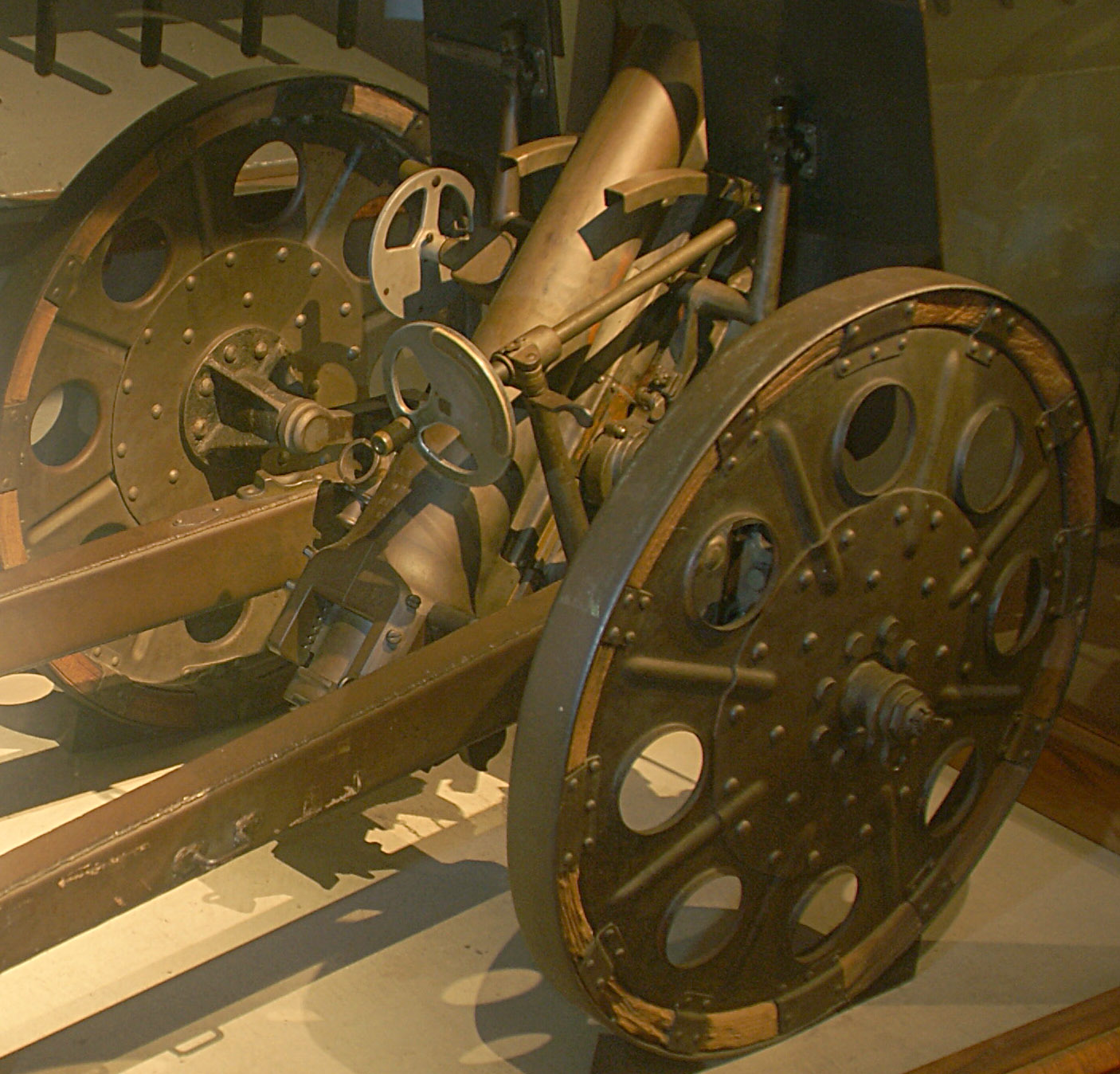
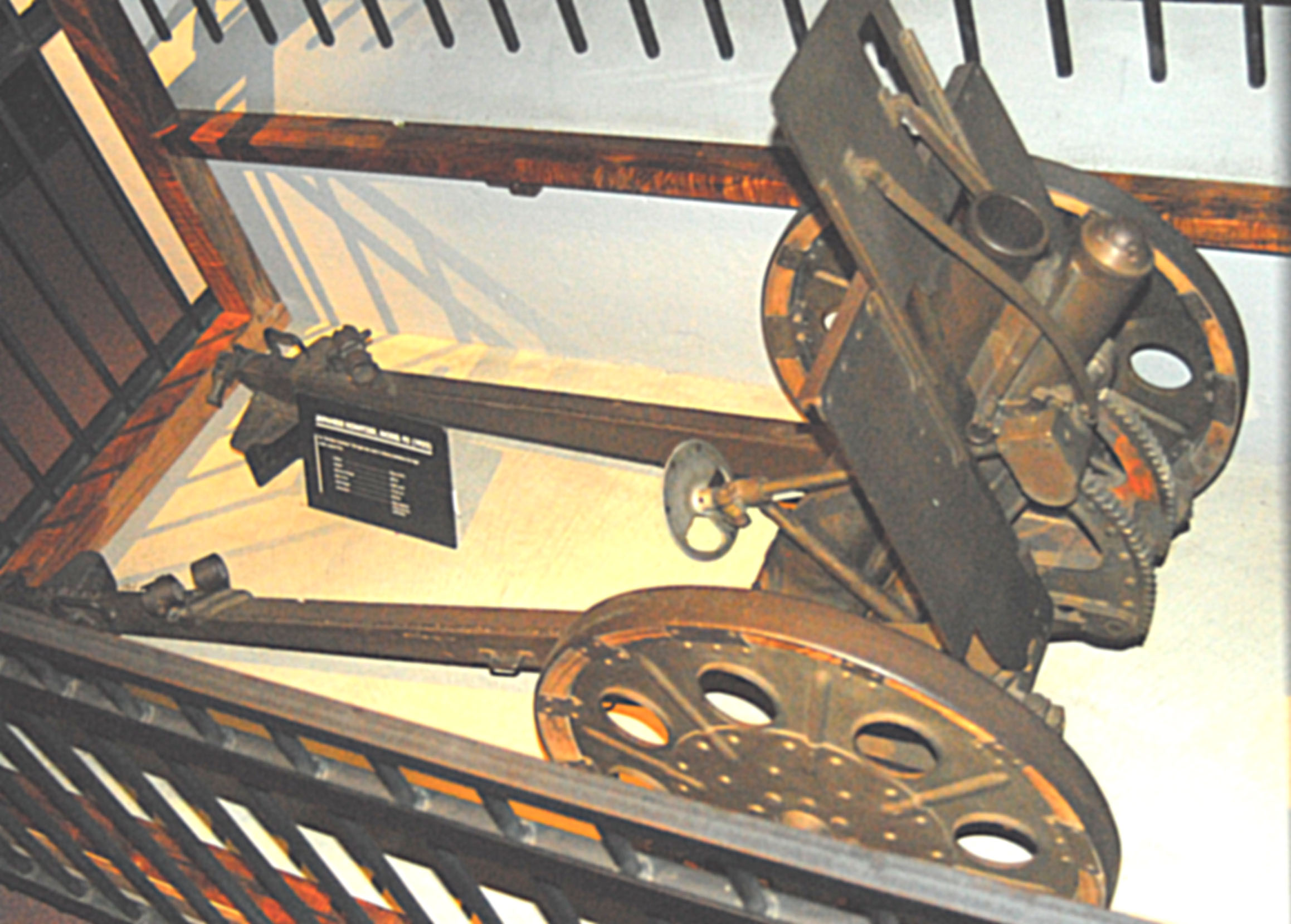
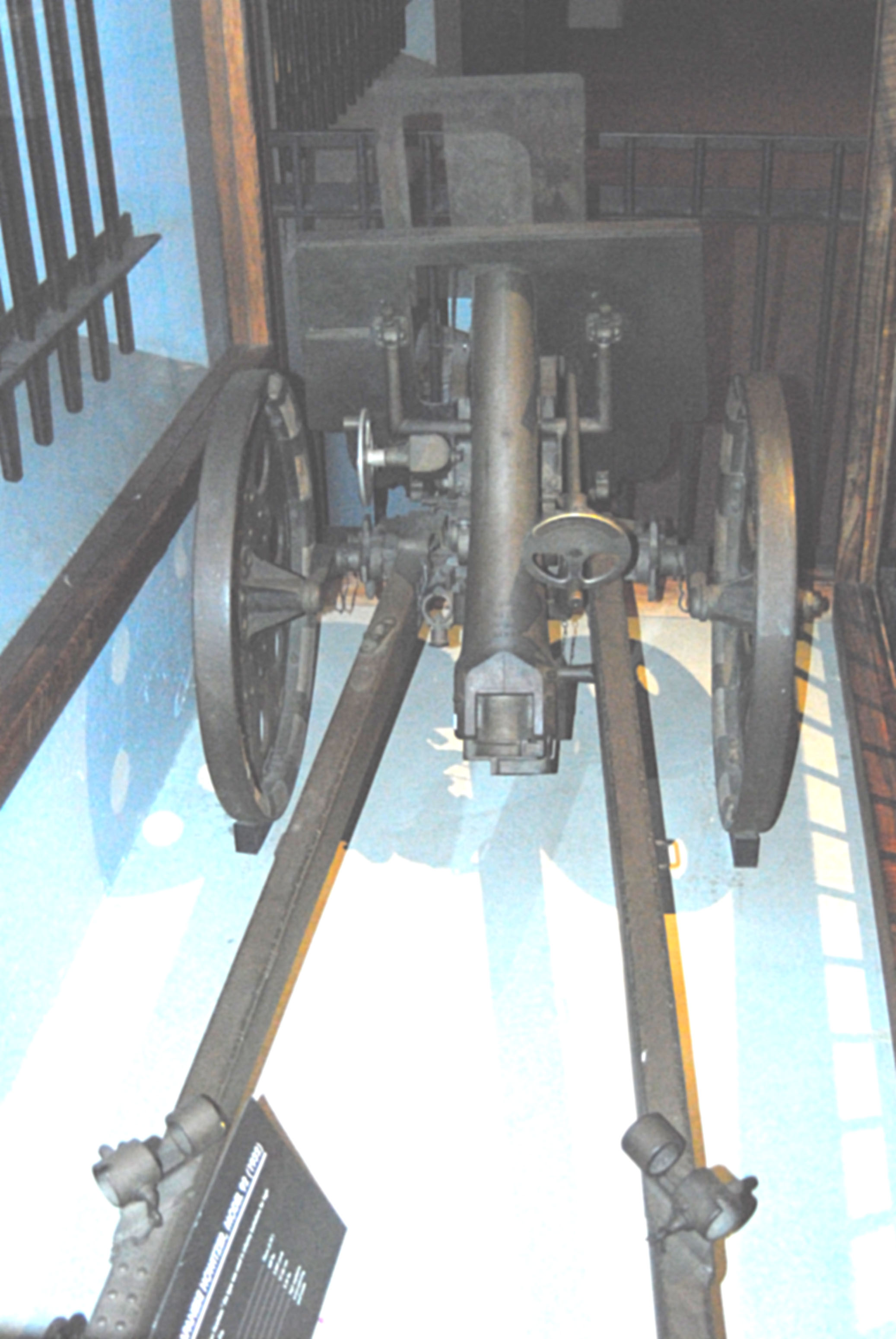
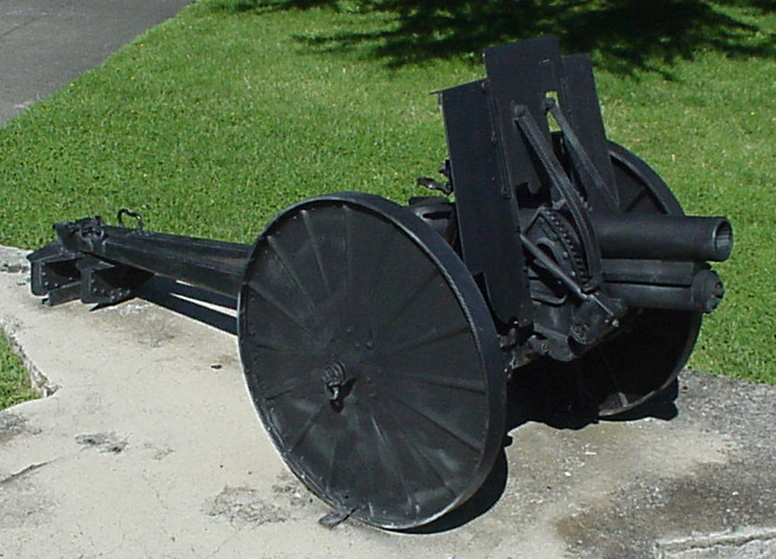
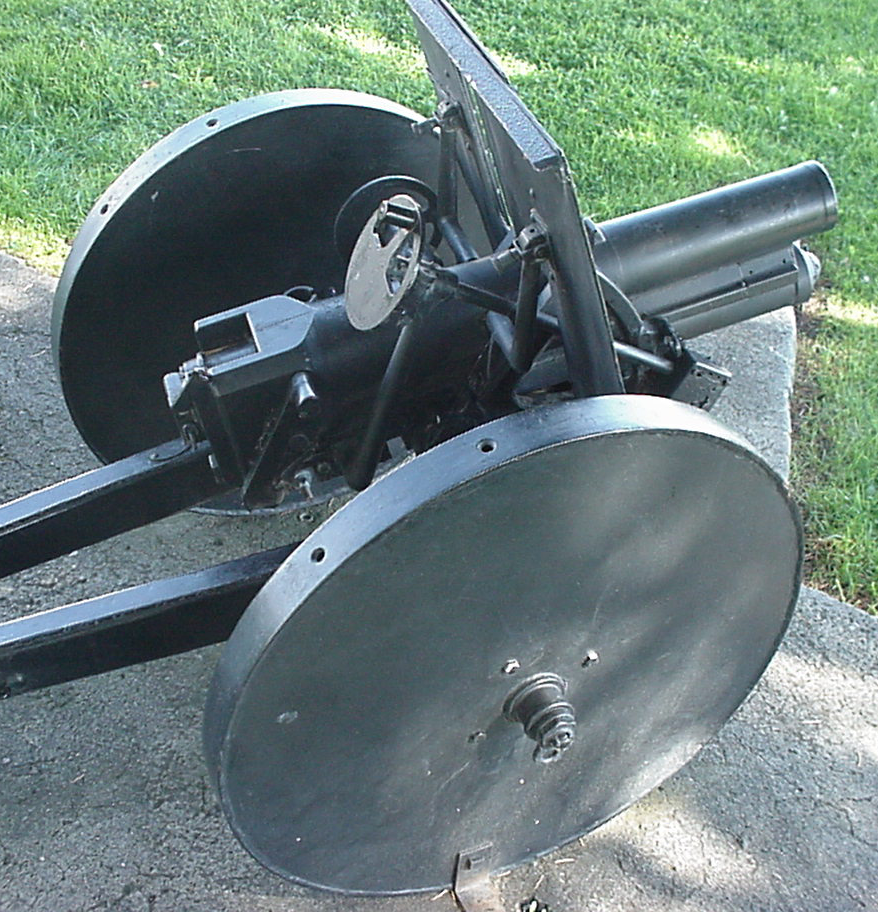
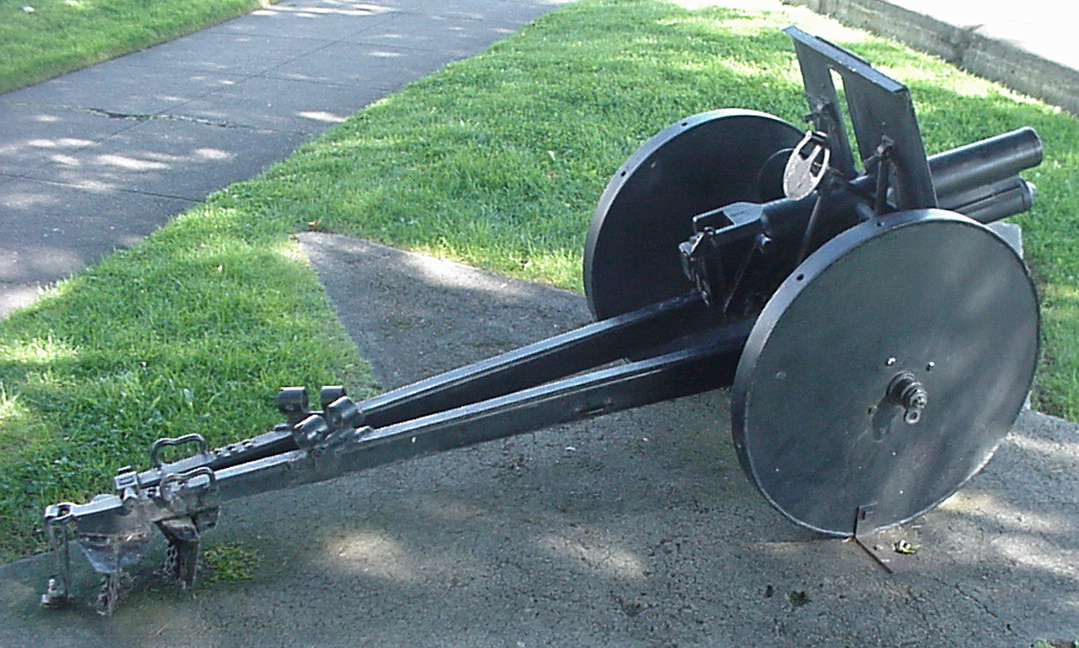
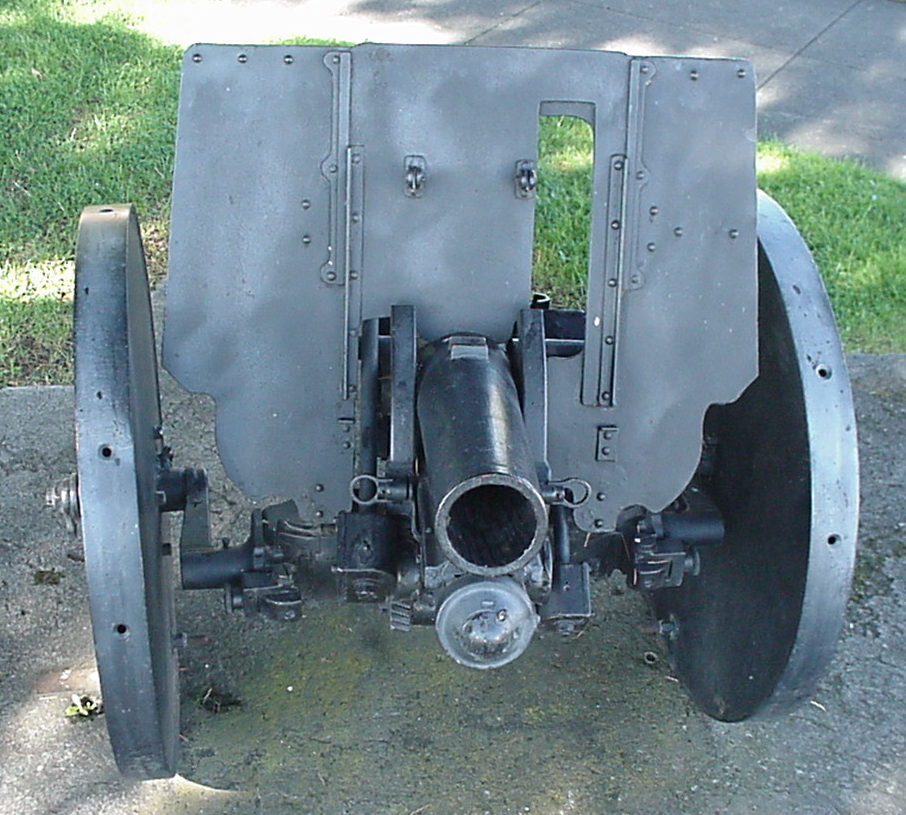
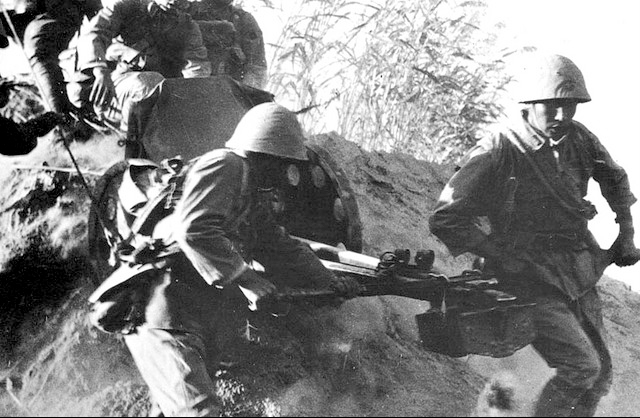